# Paphiopedilum sangii
Paphiopedilum sangii é uma espécie de orquídea (Orchidaceae) do Sudeste Asiático.